# Copa do Nordeste de Futebol de 2018
A Copa do Nordeste de 2018 foi a 15.ª edição da competição de futebol realizada no Nordeste brasileiro. Organizada pela Liga do Nordeste em parceria com a CBF.
Pela quarta edição seguida, os nove estados da região terão representantes no torneio, porém a seleção dos participantes será diferente. Vão estar entre os 16 integrantes do torneio os 9 campeões estaduais deste ano, os vice-líderes dos campeonatos baiano, pernambucano e cearense, por serem as três melhores federações do Nordeste segundo ranking da CBF, e as outras quatro equipes serão definidas em um mata-mata com os seis vice-campeões dos demais estaduais da região (excetuando o Ceará) e os terceiros colocados da Bahia e Pernambuco. O Sampaio Corrêa sagrou-se campeão da competição ao bater o Bahia nas finais.

## Transmissão
O canal Esporte Interativo transmitiu nacionalmente todos os jogos do torneio, nas parabólicas, nas operadoras de TV paga (assinatura), além de mais dois canais alternativos (Esporte Interativo e Esporte Interativo 2) e transmissões pela internet através do site e aplicativo do canal (EI Plus).
Além do Esporte Interativo, o SBT também transmitiu o torneio em âmbito regional (exceto em Sergipe) com até três jogos por rodada.

## Clubes participantes

### Classificados para a fase preliminar
Participaram desta fase os vice-campeões de Alagoas, Maranhão, Paraíba, Piauí, Rio Grande do Norte e Sergipe, mais os terceiros colocados estaduais da Bahia e de Pernambuco.
| UF                  | Equipe              | Cidade           | Forma de Classificação        | Estádio           | Capacidade | Títulos        |
| ------------------- | ------------------- | ---------------- | ----------------------------- | ----------------- | ---------- | -------------- |
| Alagoas             | CSA                 | Maceió           | Vice-campeão do Estadual 2017 | Rei Pelé          | 17 126     | 0 (não possui) |
| Bahia               | Fluminense de Feira | Feira de Santana | 3º colocado do Estadual 2017  | Joia da Princesa  | 16 274     | 0 (não possui) |
| Maranhão            | Cordino             | Barra do Corda   | Vice-campeão do Estadual 2017 | Leandrão          | 1 400      | 0 (não possui) |
| Paraíba             | Treze               | Campina Grande   | Vice-campeão do Estadual 2017 | Presidente Vargas | 12 000     | 0 (não possui) |
| Pernambuco          | Náutico[a]          | Recife           | 4º colocado do Estadual 2017  | Arena Pernambuco  | 46 154     | 0 (não possui) |
| Piauí               | Parnahyba           | Parnaíba         | Vice-campeão do Estadual 2017 | Piscinão          | 4 146      | 0 (não possui) |
| Rio Grande do Norte | Globo               | Ceará-Mirim      | Vice-campeão do Estadual 2017 | Barretão          | 10 000     | 0 (não possui) |
| Sergipe             | Itabaiana           | Itabaiana        | Vice-campeão do Estadual 2017 | Etelvino Mendonça | 10 000     | 0 (não possui) |

### Classificados para a fase de grupos
| UF                  | Equipe         | Cidade      | Forma de Classificação        | Estádio            | Capacidade | Títulos                   |
| ------------------- | -------------- | ----------- | ----------------------------- | ------------------ | ---------- | ------------------------- |
| Alagoas             | CRB            | Maceió      | Campeão do Estadual 2017      | Rei Pelé           | 17 126     | 0 (não possui)            |
| Bahia               | Vitória        | Salvador    | Campeão do Estadual 2017      | Barradão           | 35 000     | 4 (1997, 1999 2003, 2010) |
| Bahia               | Bahia          | Salvador    | Vice-campeão do Estadual 2017 | Arena Fonte Nova   | 50 025     | 3 (2001, 2002, 2017)      |
| Ceará               | Ceará          | Fortaleza   | Campeão do Estadual 2017      | Arena Castelão     | 63 903     | 1 (2015)                  |
| Ceará               | Ferroviário    | Fortaleza   | Vice-campeão do Estadual 2017 | Arena Castelão     | 63 903     | 0 (não possui)            |
| Maranhão            | Sampaio Corrêa | São Luís    | Campeão do Estadual 2017      | Castelão           | 40 149     | 1 (2018)                  |
| Paraíba             | Botafogo-PB    | João Pessoa | Campeão do Estadual 2017      | Almeidão           | 19 000     | 0 (não possui)            |
| Pernambuco          | Salgueiro      | Salgueiro   | Vice-campeão do Estadual 2017 | Cornélio de Barros | 10 240     | 0 (não possui)            |
| Pernambuco          | Santa Cruz[a]  | Recife      | 3º colocado do Estadual 2017  | Arruda             | 60 044     | 1 (2016)                  |
| Piauí               | Altos          | Altos       | Campeão do Estadual 2017      | Lindolfo Monteiro  | 12 760     | 0 (não possui)            |
| Rio Grande do Norte | ABC            | Natal       | Campeão do Estadual 2017      | Frasqueirão        | 15 082     | 0 (não possui)            |
| Sergipe             | Confiança      | Aracaju     | Campeão do Estadual 2017      | Batistão           | 15 575     | 0 (não possui)            |

- a. ^  Com a desfiliação do Sport da Liga do Nordeste e consequente desistência das vagas para a Copa do Nordeste, o Santa Cruz passou para a fase de grupos no lugar do Sport e o Belo Jardim  assumiu a vaga na fase preliminar da competição.[4] Posteriormente, o Náutico desistiu da desfiliação e foi confirmado na fase preliminar da competição no lugar do Belo Jardim.[5]

## Fase preliminar
O sorteio da fase preliminar aconteceu no dia 3 de julho de 2017, na Sede da CBF. Os clubes foram separados nos potes de acordo com sua classificação no Ranking da CBF de 2017. Os jogos desta fase ocorrerão na segunda quinzena de julho de 2017. No entanto, no dia 14 de julho a CBF definiu as datas de ida e volta nos dias 16 e 23 de agosto para dois dos confrontos pré-estabelecidos ( CSA x Parnahyba e Globo x Fluminense-BA). A partida entre Treze-PB x Cordino foi adiada para janeiro devido ao fato do Treze ser o único dos até então classificados para essa fase que não tinha calendário para jogos no segundo semestre de 2017. A partida entre Náutico x Itabaiana também seria, posteriormente, marcada para o início de 2018. O vencedor ingressará diretamente às oitavas de final da Copa do Brasil de 2019.

### Sorteio
| Pote 1                                                  | Pote 2                                                                           |
| ------------------------------------------------------- | -------------------------------------------------------------------------------- |
| - Náutico (29º) - Treze (69º) - Globo (77º) - CSA (90º) | - Parnahyba (100º) - Itabaiana (117º) - Fluminense de Feira (131º) - Cordino (–) |

### Confrontos
Em itálico, os times que possuem o mando de campo no primeiro jogo do confronto e em negrito os times classificados.
| Equipe 1            | Total       | Equipe 2 | 1.º jogo | 2.º jogo |
| ------------------- | ----------- | -------- | -------- | -------- |
| Parnahyba           | 0–5         | CSA      | 0–1      | 0–4      |
| Itabaiana           | 0–0 (4–5 p) | Náutico  | 0–0      | 0–0      |
| Cordino             | 1–2         | Treze    | 1–1      | 0–1      |
| Fluminense de Feira | 1–3         | Globo    | 1–1      | 0–2      |

## Fase de grupos
O sorteio da fase de grupos aconteceu no dia 6 de setembro de 2017, em São Luís. Os clubes foram separados nos potes de acordo com sua classificação no Ranking da CBF de 2017.

### Sorteio
| Pote A                                                         | Pote B                                                             | Pote C                                                               | Pote D                                                   |
| -------------------------------------------------------------- | ------------------------------------------------------------------ | -------------------------------------------------------------------- | -------------------------------------------------------- |
| - Vitória (20º) - Bahia (21º) - Ceará (23º) - Santa Cruz (26º) | - ABC (31º) - Sampaio Corrêa (36º) - CRB (37º) - Botafogo-PB (46º) | - Salgueiro (49º) - Confiança (56º) - Altos (136º) - Ferroviário (–) | - Náutico (29º) - Globo (77º) - CSA (90º) - Treze (102º) |

### Grupo A
| Pos | Equipes    | Pts | J | V | E | D | GP | GC | SG |
| --- | ---------- | --- | - | - | - | - | -- | -- | -- |
| 1   | Santa Cruz | 12  | 6 | 3 | 3 | 0 | 11 | 4  | +7 |
| 2   | CRB        | 11  | 6 | 3 | 2 | 1 | 10 | 7  | +3 |
| 3   | Confiança  | 5   | 6 | 1 | 2 | 3 | 8  | 13 | –5 |
| 4   | Treze      | 4   | 6 | 1 | 1 | 4 | 6  | 11 | –5 |

|            | STC | CRB | CON | TRE |
| ---------- | --- | --- | --- | --- |
| Santa Cruz | —   | 2–1 | 4–1 | 3–0 |
| CRB        | 1–1 | —   | 3–1 | 2–1 |
| Confiança  | 1–1 | 1–1 | —   | 2–1 |
| Treze      | 0–0 | 1–2 | 3–2 | —   |

### Grupo B
| Pos | Equipes     | Pts | J | V | E | D | GP | GC | SG  |
| --- | ----------- | --- | - | - | - | - | -- | -- | --- |
| 1   | Vitória     | 13  | 6 | 4 | 1 | 1 | 17 | 10 | +7  |
| 2   | ABC         | 13  | 6 | 4 | 1 | 1 | 15 | 8  | +7  |
| 3   | Globo       | 7   | 6 | 2 | 1 | 3 | 5  | 8  | –3  |
| 4   | Ferroviário | 1   | 6 | 0 | 1 | 5 | 4  | 15 | –11 |

|             | VIT | ABC | FAC | GLO |
| ----------- | --- | --- | --- | --- |
| Vitória     | —   | 3–3 | 4–1 | 3–1 |
| ABC         | 3–1 | —   | 3–1 | 2–0 |
| Ferroviário | 1–4 | 1–3 | —   | 0–0 |
| Globo       | 1–2 | 2–1 | 1–0 | —   |

### Grupo C
| Pos | Equipes     | Pts | J | V | E | D | GP | GC | SG |
| --- | ----------- | --- | - | - | - | - | -- | -- | -- |
| 1   | Bahia       | 12  | 6 | 4 | 0 | 2 | 11 | 5  | +6 |
| 2   | Botafogo-PB | 10  | 6 | 3 | 1 | 2 | 4  | 4  | +0 |
| 3   | Náutico     | 8   | 6 | 2 | 2 | 2 | 8  | 8  | 0  |
| 4   | Altos       | 3   | 6 | 0 | 3 | 3 | 6  | 12 | –6 |

|             | BAH | BOT | ALT | NAU |
| ----------- | --- | --- | --- | --- |
| Bahia       | —   | 0–1 | 5–2 | 2–1 |
| Botafogo-PB | 0–2 | —   | 1–0 | 2–1 |
| Altos       | 0–2 | 0–0 | —   | 2–2 |
| Náutico     | 1–0 | 1–0 | 2–2 | —   |

### Grupo D
| Pos | Equipes        | Pts | J | V | E | D | GP | GC | SG  |
| --- | -------------- | --- | - | - | - | - | -- | -- | --- |
| 1   | Ceará          | 13  | 6 | 4 | 1 | 1 | 12 | 3  | +9  |
| 2   | Sampaio Corrêa | 9   | 6 | 2 | 3 | 1 | 7  | 3  | +4  |
| 3   | CSA            | 5   | 6 | 0 | 5 | 1 | 3  | 4  | –1  |
| 4   | Salgueiro      | 3   | 6 | 0 | 3 | 3 | 1  | 13 | –12 |

|                | CEA | SAM | SAL | CSA |
| -------------- | --- | --- | --- | --- |
| Ceará          | —   | 2–1 | 6–0 | 1–0 |
| Sampaio Corrêa | 1–0 | —   | 4–0 | 0–0 |
| Salgueiro      | 0–2 | 0–0 | —   | 0–0 |
| CSA            | 1–1 | 1–1 | 1–1 | —   |

## Desempenho por rodada
|         | 1   | 2   | 3   | 4   | 5   | 6   |
| Grupo A | CRB | CRB | STC | STC | STC | STC |
| Grupo B | ABC | VIT | ABC | ABC | VIT | VIT |
| Grupo C | BOT | BOT | BOT | BOT | BOT | BAH |
| Grupo D | CEA | CEA | SAM | CEA | CEA | CEA |

|         | 1   | 2   | 3   | 4   | 5   | 6   |
| Grupo A | TRE | TRE | TRE | TRE | TRE | TRE |
| Grupo B | FAC | FAC | FAC | FAC | FAC | FAC |
| Grupo C | BAH | ALT | ALT | ALT | ALT | ALT |
| Grupo D | SAL | SAL | SAL | SAL | SAL | SAL |

## Fase Final
Em itálico, os times que possuem o mando de campo no primeiro jogo do confronto e em negrito os times classificados.
|  | Quartas-de-final         | Quartas-de-final         | Quartas-de-final         | Quartas-de-final         |   |                | Semifinais       | Semifinais       | Semifinais       | Semifinais       |  |                | Final          | Final          | Final          | Final          |  |  |
|  | 26 de abril a 24 de maio | 26 de abril a 24 de maio | 26 de abril a 24 de maio | 26 de abril a 24 de maio |   |                | 19 a 28 de junho | 19 a 28 de junho | 19 a 28 de junho | 19 a 28 de junho |  |                | 4 e 7 de julho | 4 e 7 de julho | 4 e 7 de julho | 4 e 7 de julho |  |  |
|  |                          |                          |                          |                          |   |                |                  |                  |                  |                  |  |                |                |                |                |                |  |  |
|  | Sampaio Corrêa           | 3                        | 0                        | 3                        |   |                |                  |                  |                  |                  |  |                |                |                |                |                |  |  |
|  | Vitória                  | 0                        | 0                        | 0                        |   |                |                  |                  |                  |                  |  |                |                |                |                |                |  |  |
|  | Vitória                  | 0                        | 0                        | 0                        |   | Sampaio Corrêa | 1                | 1                | 2                |                  |  |                |                |                |                |                |  |  |
|  |                          |                          |                          |                          |   | Sampaio Corrêa | 1                | 1                | 2                |                  |  |                |                |                |                |                |  |  |
|  |                          | ABC                      | 0                        | 1                        | 1 |                |                  |                  |                  |                  |  |                |                |                |                |                |  |  |
|  | ABC                      | ABC                      | 0                        | 1                        | 1 | 1              | 4                | 5                |                  |                  |  |                |                |                |                |                |  |  |
|  | ABC                      |                          |                          |                          |   | 1              | 4                | 5                |                  |                  |  |                |                |                |                |                |  |  |
|  | Santa Cruz               | 0                        | 1                        | 1                        |   |                |                  |                  |                  |                  |  |                |                |                |                |                |  |  |
|  | Santa Cruz               | 0                        | 1                        | 1                        |   |                |                  |                  |                  |                  |  | Sampaio Corrêa | 1              | 0              | 1              |                |  |  |
|  |                          |                          |                          |                          |   |                |                  |                  |                  |                  |  | Sampaio Corrêa | 1              | 0              | 1              |                |  |  |
|  |                          | Bahia                    | 0                        | 0                        | 0 |                |                  |                  |                  |                  |  |                |                |                |                |                |  |  |
|  | CRB                      | Bahia                    | 0                        | 0                        | 0 | 3              | 0                | 3                |                  |                  |  |                |                |                |                |                |  |  |
|  | CRB                      |                          |                          |                          |   | 3              | 0                | 3                |                  |                  |  |                |                |                |                |                |  |  |
|  | Ceará (gf)               | 3                        | 0                        | 3                        |   |                |                  |                  |                  |                  |  |                |                |                |                |                |  |  |
|  | Ceará (gf)               | 3                        | 0                        | 3                        |   | Ceará          | 0                | 0                | 0                |                  |  |                |                |                |                |                |  |  |
|  |                          |                          |                          |                          |   | Ceará          | 0                | 0                | 0                |                  |  |                |                |                |                |                |  |  |
|  |                          | Bahia                    | 1                        | 0                        | 1 |                |                  |                  |                  |                  |  |                |                |                |                |                |  |  |
|  | Botafogo-PB              | Bahia                    | 1                        | 0                        | 1 | 1              | 0                | 1                |                  |                  |  |                |                |                |                |                |  |  |
|  | Botafogo-PB              |                          |                          |                          |   | 1              | 0                | 1                |                  |                  |  |                |                |                |                |                |  |  |
|  | Bahia                    | 2                        | 0                        | 2                        |   |                |                  |                  |                  |                  |  |                |                |                |                |                |  |  |

## Campeão
Primeiro jogo
| 4 de julho | Sampaio Corrêa    | 1 – 0 | Bahia | Estádio Castelão, São Luís                                                        |
| 21:45      | Uilliam Barros 1' |       |       | Público: 15 288 Renda: R$ 194.240,00 Árbitro: CE Luiz César de Oliveira Magalhães |

Segundo jogo
| 7 de julho | Bahia | 0 – 0 | Sampaio Corrêa | Arena Fonte Nova, Salvador                                                        |
| 17:45      |       |       |                | Público: 45 378 Renda: R$ 1.598.952,00 Árbitro: RN Pablo Ramon Gonçalves Pinheiro |

| Campeão do Nordeste 2018   |
| -------------------------- |
| Sampaio Corrêa (1º título) |

## Artilharia
Atualizado em 8 de julho de 2018.